# Carey Wilson
Carey Wilson (Filadelfia, 19 maggio 1889 – Hollywood, 1º febbraio 1962) è stato un doppiatore, sceneggiatore, produttore cinematografico e narratore statunitense.
È stato uno dei 36 membri fondatori dell'Academy of Motion Picture Arts and Sciences (AMPAS) che nasce nel 1927, un'organizzazione per il miglioramento e la promozione mondiale del cinema. L'accademia, nel 1929, creò il Premio Oscar.

## Filmografia

### Sceneggiatore
- The Cup of Life, regia di Rowland V. Lee (1921)
- Il supplizio del tam-tam (Lost and Found on a South Sea Island), regia di Raoul Walsh (1923)
- Il vino della giovinezza (Wine of Youth), regia di King Vidor (1924)
- Empty Hands, regia di Victor Fleming (1924)
- Lights of Old Broadway, regia di Monta Bell (1925)
- The Midshipman, regia di Christy Cabanne (1925)
- Ben Hur, regia di Fred Niblo (1925)
- La stella del Royal Palace (An Affair of the Follies), regia di Millard Webb (1927)
- Il capitano degli Ussari (The Stolen Bride), regia di Alexander Korda (1927)
- Il risveglio (The Awakening), regia di Victor Fleming (1928)
- Oh, Kay!, regia di Mervyn LeRoy (1928)
- Il fidanzato di cartone (The Cardboard Lover), regia di Robert Z. Leonard (1928)
- Gambette indiavolate (Why Be Good?), regia di William A. Seiter (1929)
- Lasciate fare a me (Geraldine), regia di Melville W. Brown (1929)
- Femmina (The Bad One), regia di George Fitzmaurice (1930)
- Fanny Foley Herself, regia di Melville W. Brown (1931)
- Behind Office Doors, regia di Melville W. Brown (1931)
- Gabriel Over the White House, regia di Gregory La Cava (1933)
- Bolero, regia di Wesley Ruggles e Mitchell Leisen (1934)
- Sequoia, regia di Chester M. Franklin (1934)
- La tragedia del Bounty (Mutiny on the Bounty), regia di Frank Lloyd (1935)
- You, John Jones!, regia di Mervyn LeRoy – cortometraggio (1943)

### Produttore
- Il capitano degli Ussari (The Stolen Bride), regia di Alexander Korda (1927)
- La vita privata di Elena di Troia (The Private Life of Helen of Troy), regia di Alexander Korda (1927)
- More about Nostradamus, regia di David Miller (1941)
- Il postino suona sempre due volte (The Postman Always Rings Twice), regia di Tay Garnett (1946)
- Il delfino verde (Green Dolphin Street), regia di Victor Saville (1947)
- Il Danubio rosso (The Red Danube), regia di George Sidney (1949)
- Scaramouche, regia di George Sidney (1952)

### Narratore
- Portrait of a Genius, regia di Sammy Lee - cortometraggio (1943)